# Krenstetten
Krenstetten ist eine Ortschaft und Katastralgemeinde der Marktgemeinde Aschbach-Markt im Bezirk Amstetten in Niederösterreich.

## Geografie
Krenstetten liegt 3 Kilometer westlich des Hauptortes Aschbach-Markt und ist mehrfach an die südlich vorbeiführende Voralpen Straße (B122) angebunden. Das im Kern aus mehreren bäuerlichen Anwesen um eine Kirche errichtete Dorf wurde ringsum durch zahlreiche Einfamilienhäuser erweitert. Zur Katastralgemeinde gehören auch der Weiler Hötzing, die Rotte Besendorf, die Streusiedlung Graßlau sowie einige Einzellagen.

## Geschichte
Laut Adressbuch von Österreich waren im Jahr 1938 in der Ortsgemeinde Krenstetten ein Bäcker, drei Gastwirte, zwei Gemischtwarenhändler, ein Schmied, drei Schneiderinnen, zwei Schuster, ein Stechviehhändler, zwei Tischler, ein Viktualienhändler und einige Landwirte ansässig.

## Öffentliche Einrichtungen
In Krenstetten gibt es einen Kindergarten.

## Kultur und Sehenswürdigkeiten
- Katholische Pfarr- und Wallfahrtskirche Krenstetten Mariä Himmelfahrt
- Karner Krenstetten
- Pfarrhof Krenstetten
- Oberleitnerkapelle

## Persönlichkeiten
- Ludwig Wagner (1854–1926), Gastwirt, Wirtschaftsbesitzer, Bürgermeister und Abgeordneter zum Landtag von Niederösterreich